# القفول
القفول حي من مدينة المنامة عاصمة مملكة البحرين. وتعتبر المنطقة معروفة بسبب وجود الحديقة المائية.